# Burwood Heights
Burwood Heights är en del av en befolkad plats i Australien. Den ligger i kommunen Burwood och delstaten New South Wales, i den sydöstra delen av landet, omkring 11 kilometer väster om delstatshuvudstaden Sydney.
Runt Burwood Heights är det mycket tätbefolkat, med 3 895 invånare per kvadratkilometer.. Närmaste större samhälle är Sydney, omkring 11 kilometer öster om Burwood Heights. 
Runt Burwood Heights är det i huvudsak tätbebyggt. Genomsnittlig årsnederbörd är 1 380 millimeter. Den regnigaste månaden är februari, med i genomsnitt 200 mm nederbörd, och den torraste är juli, med 36 mm nederbörd.